# Karol Adamiš
Karol Adamiš (29. listopadu 1813, Vrbovce – 2. listopadu 1849, Horné Zelenice) byl slovenský spisovatel, publicista a evangelický kněz.

## Životopis
Narodil se v rodině učitele Pavla Adamiše a jeho manželky Veroniky. Vzdělání získával v Modre, Bratislavě a ve Vídni. Působil jako evangelický farář v Bukovci a od roku 1840 v obci Horné Zelenice. V letech 1832–1835 byl členem bratislavské Společnosti česko-slovanské, během pobytu v Bukovci byl oceněn Ľudovítem Štúrem.

## Tvorba
Ve své tvorbě se zaměřoval zejména na psaní náboženské literatury, ale byl také publicistou. Vystupoval proti básníkovi a novináři Josefu Miloslavovi Hurbanovi a sympatizoval s maďarským revolučním hnutím, čímž se definitivně rozešel se štúrovci.

## Dílo

### Vlastní díla
- 1847 – Odpověď na Odpověď M. J. Hurbana, spisovatele Unie a t. d. na „Nepředpojaté náhledy o Unii protestantů obojího vyznání V království uherském“ Gréfa Karla Zayho…  (Bratislava)
- 1848 – Slováci, Bratia, pozor!  (Nitra)

### Překlady
- 1846 – Navržení podvýboru Unie, způsobu a prostředků k spojení protestantů obojího vyznání v Království uherském (Bratislava)
- 1846 – Nepředpojaté náhledy o Unii evanjeliků a. a h. vyznání v Království uherském (Bratislava)